# Oltacola mendocina
Oltacola mendocina är en spindeldjursart som beskrevs av Roewer 1934. Oltacola mendocina ingår i släktet Oltacola och familjen Ammotrechidae. Inga underarter finns listade i Catalogue of Life.